# Limtoc
Limtoc és el nom d'un cràter que es troba en la superfície de la lluna interior Fobos del planeta Mart. El cràter, que té un diàmetre de 2 kilòmetres, es troba a l'interior d'un altre cràter de més gran i més conegut, el cràter de Stickney. Limtoc va ser batejat l'any 2006 a partir d'un dels personatges de Els viatges de Gulliver.

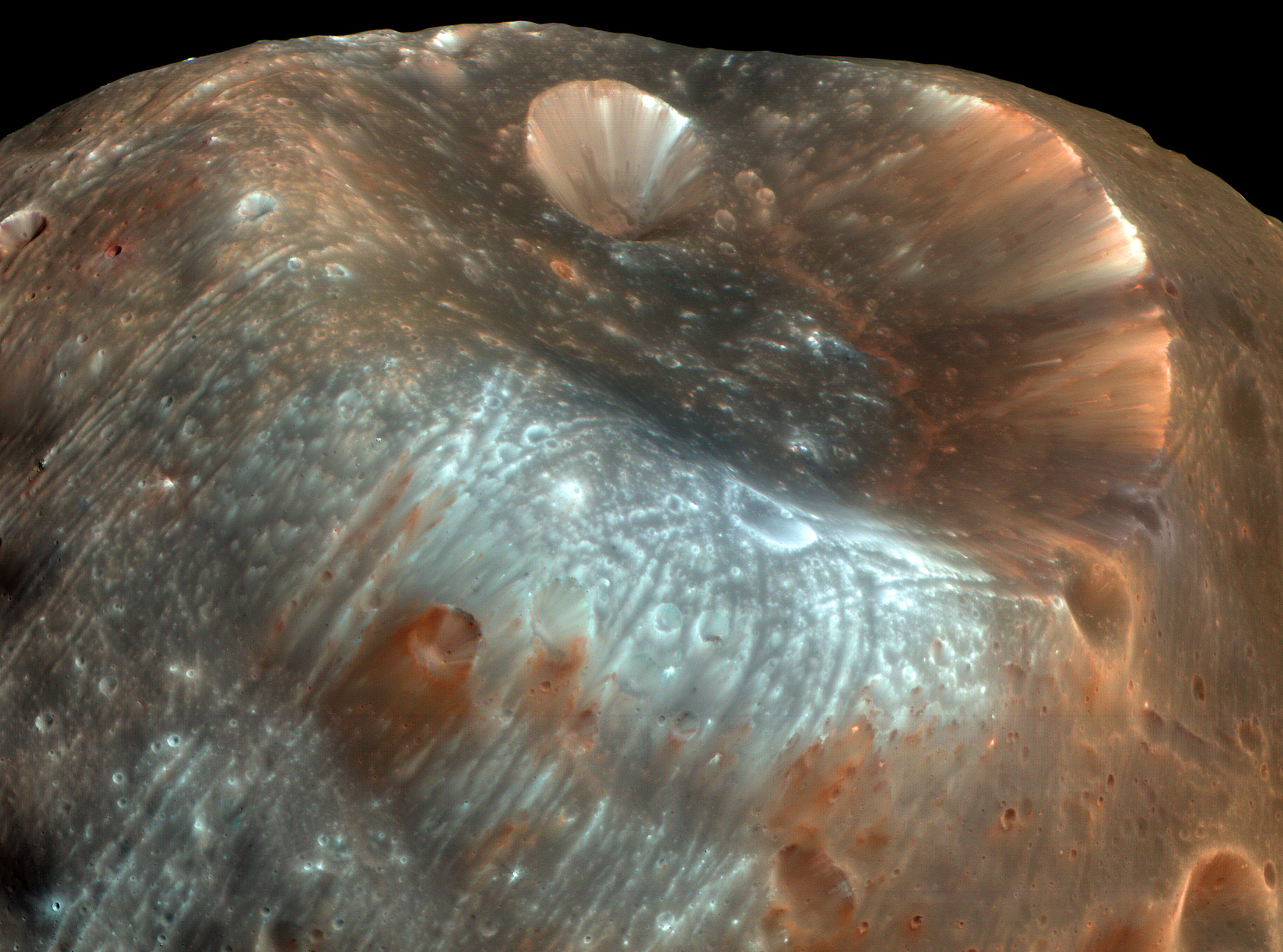
El cràter Limtoc a l'interior de Stickney, més gran, sobre la superfície de Fobos.

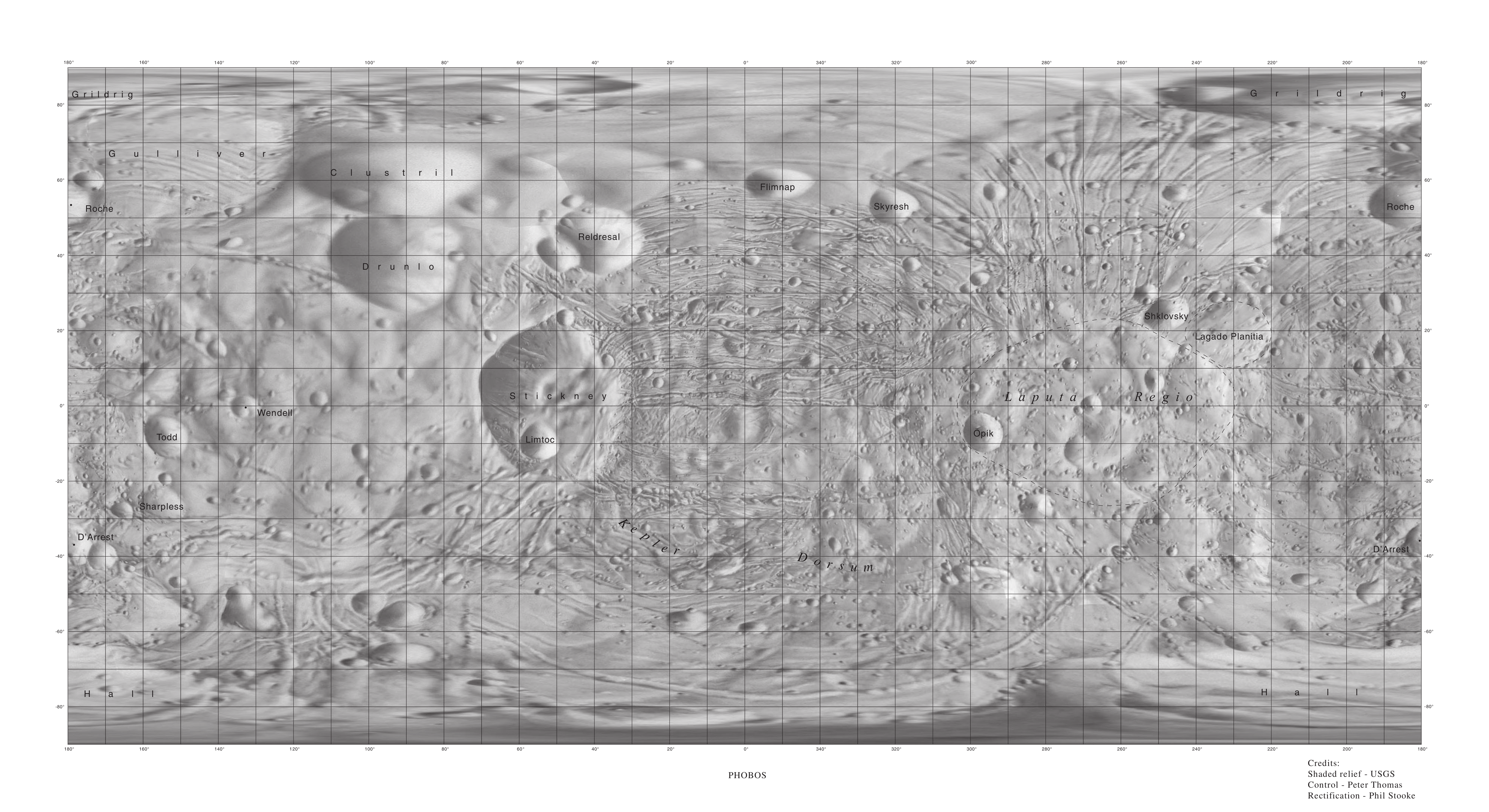
Mapa de Fobos i del cràter Limtoc.